# Чемпионат Беларуси по мини-футболу
Чемпионат Беларуси по мини-футболу — соревнование по мини-футболу среди белорусских клубов, проводящееся под эгидой Белорусской ассоциации мини-футбола. Первый розыгрыш чемпионата состоялся в 1990 году. С сезона 2013/2014 введена стадия плей-офф, в которой принимают участие лучшие 8 команд по итогам регулярного первенства. В связи с тем, что в сезоне 2019/2020 осталось только 12 команд, в стадии плей-офф принимают участие все команды. Команды, занявшие места с 1 по 4 регулярного чемпионата, начинают стадию с 1/4 финала, а команды, занявшие места с 5 по 12 регулярного чемпионата, начинают стадию с 1/8 финала.
Наиболее успешной командой чемпионата является «Дорожник» с шестью титулами. Действующий чемпион — «Столица».
14 мая 2019 года букмекерская компания Макслайн стала генеральным партнером Белорусской ассоциации мини-футбола. В сезоне 2019/2020 Чемпионат именуется как «Макслайн — Чемпионат Белоруссии по мини-футболу». 18 августа 2021 года высшая лига чемпионата переименована в Grandsport — Премьер-лига по футзалу (мини-футболу), а титульным партнером выступила легальная игорная платформа Grandsport.by.

## Участники сезона 2016/17
- АК Южный (Гомельский р-н)
- Аматар (Брест)
- Борисов-900 (Борисов)
- БЧ (Гомель)
- ВРЗ (Гомель)
- Витэн (Орша)
- Гранит (Микашевичи)
- Динамо-БНТУ (Минск)
- Дорожник (Минск)
- Лидсельмаш (Лида)
- МАПИД (Минск)
- Охрана-Динамо (Минск)
- Столица (Минск)
- УВД-Динамо (Гродно)
- Форте (Могилёв)
- Светлогорск (Светлогорск)

## Участники сезона 2019/20
1. МФК Динамо-БНТУ (Минск)
2. МФК БЧ (мини-футбольный клуб)
3. МФК Витэн (Орша)
4. МФК Борисов-900 (Борисов)
5. МФК ВРЗ (мини-футбольный клуб)
6. МФК Дорожник (мини-футбольный клуб)
7. МФК Столица (мини-футбольный клуб)
8. МФК ЦКК (Светлогорск)
9. МФК Охрана-Динамо (Минск)
10. МФК Минск
11. МФК УВД-Динамо (Гродно)
12. МФК ЩУЧИН

## Призёры
| Сезон   | Чемпион         | 2 место         | 3 место         | Лучший бомбардир        |
| ------- | --------------- | --------------- | --------------- | ----------------------- |
| 1990    | Пагоня-Менск    | Экономист       | СКИФ            | Николай Комиссаров (14) |
| 1991    | Менск           | Химик           | Менск-2         | Михаил Михайлов (13)    |
| 1992    | Атлант          | Сантана-Химик   | Менск           | Сергей Семенник (34)    |
| 1992/93 | Стройзаказ      | Менск           | Атлант          | Сергей Лагутко (56)     |
| 1993/94 | Менск           | Стройзаказ      | Сельмаш-Эллада  | Сергей Лагутко (48)     |
| 1994/95 | Трансмаш-Эллада | Элита-Талан     | Стройзаказ      | Сергей Костусев (52)    |
| 1995/96 | ЦКК             | Стройзаказ      | Трансмаш        | Сергей Костусев (70)    |
| 1996/97 | Академия        | ЦКК             | Верас           | Сергей Костусев (69)    |
| 1997/98 | Верас           | ВА-БГУ          | ЦКК             | Сергей Шушкевич (59)    |
| 1998/99 | Дорожник        | РАНН-БГПА       | ЦКК             | Сергей Лагутко (61)     |
| 1999/00 | Симург          | Дорожник        | Металлург       | Дмитрий Янель (51)      |
| 2000/01 | Симург          | Белавтосервис   | Металлург-JP    | Павел Дедюля (57)       |
| 2001/02 | Дорожник        | Белавтосервис   | Симург          | Сергей Лагутко (73)     |
| 2002/03 | Дорожник        | Белавтосервис   | Белагропромбанк | Сергей Лагутко (43)     |
| 2003/04 | Дорожник        | Белагропромбанк | Белавтосервис   | Александр Кальм (39)    |
| 2004/05 | Дорожник        | МАПИД           | Белагропромбанк | Сергей Свядыш (44)      |
| 2005/06 | Дорожник        | Витебскэнерго   | МАПИД           | Владимир Левус (37)     |
| 2006/07 | МАПИД           | Витебскэнерго   | Дорожник        | Левус, Свядыш (по 36)   |
| 2007/08 | ВитЭн           | МАПИД           | Дорожник        | Владимир Левус (46)     |
| 2008/09 | ВитЭн           | МАПИД           | Дорожник        | Алексей Ивченко (52)    |
| 2009/10 | МАПИД           | Дорожник        | ВитЭн           | Алексей Ивченко (51)    |
| 2010/11 | МАПИД           | БЧ              | ВитЭн           | Сергей Пырх (37)        |
| 2011/12 | Лидсельмаш      | МАПИД           | БЧ              | Алексей Ивченко (47)    |
| 2012/13 | Витэн           | МАПИД           | Лидсельмаш      | Вадим Любезников (50)   |
| 2013/14 | Столица         | Витэн           | МАПИД           | Вадим Любезников (36)   |
| 2014/15 | Лидсельмаш      | Витэн           | Столица         | Дмитрий Иванов (39)     |
| 2015/16 | Лидсельмаш      | МАПИД           | Столица         | Владимир Бобылев (40)   |
| 2016/17 |                 | ВРЗ             |                 |                         |
| 2017/18 | Лидсельмаш      | ВРЗ             |                 |                         |
| 2018/19 | Столица         | ВРЗ             | Витэн           |                         |
| 2019/20 | Витэн           | ВРЗ             | Столица         |                         |
| 2020/21 | Витэн           | ВРЗ             | БЧ              |                         |
| 2021/22 | Столица         | ВРЗ             | Минск           |                         |
| 2022/23 | Столица         | ВРЗ             | Минск           |                         |
| 2023/24 | Столица         | ВРЗ             | Витэн           |                         |

## Лучшие бомбардиры чемпионатов
Лучшие бомбардиры за всю историю турнира (не менее 285 голов) по состоянию на 1 июля 2016 года.
 Синим выделены игроки, в настоящее время выступающие за команду белорусской высшей лиги.
| №  | Игрок              | Голы | Игры | СР   | Сезоны                          | Клубы                                                                                          | Нынешний клуб |
| -- | ------------------ | ---- | ---- | ---- | ------------------------------- | ---------------------------------------------------------------------------------------------- | ------------- |
| 1  | Сергей Лагутко     | 532  | 304  | 1,75 | 1992—2007                       | Академия, Дорожник, Белавтосервис, МАПИД, Борисов-900                                          | —             |
| 2  | Виктор Иванютин    | 371  | 462  | 0,80 | 1996—2016                       | Адмирал-Дарида, Симург, Дорожник, ВитЭн, Лидсельмаш, ЦКК                                       | —             |
| 3  | Сергей Костусев    | 361  | 210  | 1,72 | 1992—2001                       | Могилев-ЛС, Белкотлопром, Верас, Дорожник                                                      | —             |
| 4  | Владимир Левус     | 357  | 304  | 1,17 | 1993—1996, 1999—2001, 2005—2016 | Менск, Элита, Симург, МАПИД, Витэн, Столица                                                    | —             |
| 5  | Дмитрий Янель      | 339  | 255  | 1,33 | 1993, 1996—2001, 2004—2012      | Торфяник, БАТУ-Трайпл, Металлург-JP, Белагропромбанк, Элласт, Гранит, Коммунальник, Лидсельмаш | —             |
| 6  | Виталий Биченков   | 334  | 497  | 0,67 | 1995—н. в.                      | ЦКК, ВА-БГУ, Симург, Белагропромбанк, МАПИД                                                    | МАПИД         |
| 7  | Алексей Попов      | 331  | 387  | 0,86 | 1998—1999, 2001—н. в.           | ЦКК, БАТУ, Белагропромбанк, Дорожник, МАПИД                                                    | МАПИД         |
| 8  | Александр Кальм    | 324  | 312  | 1,04 | 1997—2010                       | ВитЭн, Белавтосервис                                                                           | —             |
| 9  | Сергей Свядыш      | 292  | 278  | 1,05 | 2002—2016                       | Борисов-900, Витебскэнерго, Охрана-Динамо                                                      | —             |
| 10 | Александр Савинцев | 285  | 513  | 0,56 | 1994—1996, 1999—н. в.           | ЦКК, Симург, Белагропромбанк, БГУФК-Моноракурс, МАПИД, Витэн                                   | Витэн         |